# Ollamh Érenn
O Ollamh Érenn ("o maior, o mais erudito de Irlanda") foi um título profissional na Irlanda gaélica .

## Antecedentes
Um ollamh (literalmente "maior") era um bardo responsável pela preservação e transmissão (oral) da sabedoria e da história da túath (povo, tribo ou nação). Cada túath tinha seus próprios ollamh. O Ard-Ollamh ("alto maior") era o principal de todos os ollamh de uma determinada província, e tinha o mesmo status que o rei provincial. Alguns títulos alternativos foram Rí-Ollamh, Rí-Eigeas, Príméces ("ollamh real", "rei poeta", "primeiro poeta").
O mais preeminente de todos os Ard-Ollamh da Irlanda levou o título de Ollamh Érenn.
Um equivalente moderno no governo seria um Ministro da Educação e Cultura combinado com o cargo de Poeta Laureado.

## Status social
Seu status social era igual ao Alto Rei da Irlanda, tinha seu próprio palácio e uma grande comitiva de cerca de trinta ollamhs, juntamente com os seus servos. As leis suntuárias lhe permitiam usar seis cores em suas roupas, o mesmo que o alto-rei.
O Ollamh Érenn usava uma ramo de ouro em forma de sino como simbolo do cargo, o Anruth tinha um de prata e os outros ollamhs usavam um debronze. O cargo inicialmente era hereditário, como Uraicecht na Riar  um bardo só poderia atingir os postos mais altos se viesse de uma família de bardos (isto é, se seu pai e avô fossem bardos). Originalmente, o Ollamh Érenn era nomeado pelo rei, mas por volta do Século VI tornou-se um posto eletivo onde os outros ollamhs o elegiam.

## Literatura gaélico-irlandêsa
Um antigo conto irlandês Immacallam em Da Thuarad (O Colóquio dos Dois Sábios) dá uma ideia do status que tinha o Ollamh Érenn.
Outro conto velho chamado Tromdámh Guaire (A Companhia pesada de Guaire)  ou Imtheacht na Tromdhaimhe (Os Anais do Concelho dos Grandes Bardos) dá uma vívida descrição de como o Ollamh Érenn e sua comitiva visitavam os chefes irlandeses .
No Lebor Gabala Erenn , um Ollamh Érenn é mencionado, era chamado de Ollamh Fodla . Dizia-se dele Ollamh Fodla, era um homem valoroso, uma muralha do conhecimento, o primeiro a convocar o Festival de Tara (Feis Tembrach) . Por mais de cinquenta anos sua fama se espalhou, ele estava no Alto Reino da Irlanda no momento em que Ulster recebeu o seu nome. Ele morreu de morte natural no seu posto.

## Lista dos Ollamh Érenn
- Amergin Glúingel
- Lugh Lámhfhada
- Adna mac Uthidir (morreu em meados do Século I).
- Torna Éices (morreu em meados do Século IV).
- Dubhthach moccu Lughair (morreu em 432)
- Dallan Forgaill (morreu em 598)
- Senchán Torpéist (Mandato 598 a 647)
- Máel Muire Othain (morreu em 887)
- Flann mac Lonáin (morreu em 896)
- Torpaid mac Taicthech (morreu em 913)
- Óengus mac Óengusa (morreu em 930)
- Bard Boinne (morreu em 931)
- Uallach ingen Muinecháin (morreu em 934)
- Eigeas Cormacan (morreu em 946)
- Cinaedh Ua hArtagain (morreu em 975)
- Eochaidh Ua Floinn (morreu em 984)
- Urard Mac Coise (morreu em 990)
- Clothna mac Aenghusa (morreu em 1008)
- Muircheartach mac Cu Ceartach Mac Liag (morreu em 1015)
- Cuan UA Lothcháin (morreu em 1024)
- Cú Mara Mac Mac Liac (morreu em 1030)
- Mac Beathaidh mac Ainmire (morreu em 1041)
- Ceaunfaeladh ua Cuill  (morreu em 1048)
- Flaithem Mac Mael Gaimrid (morreu em 1058)
- Cellach Hua Rúanada (morreu em 1079)
- Mael Isa ua Máilgiric  (morreu em 1088)
- Cú Collchaille Ua Baígilláin (morreu em 1119)
- Cú Connacht Ua Dálaigh (morreu em 1139)
- Gillamaire Ua Conallta  (morreu em 1166)
- Tadhg Ua Dálaigh (morreu em 1181)
- Máel Íosa Ua Dálaigh (morreu em 1185)
- Giolla Ernain Ó Martain (morreu em 1218)
- Gofraidh Fionn Ó Dálaigh (morreu em 1387)
- Cearbhall mac Lochlainn Ó Dálaigh (morreu em 1405)
- Sean mac Fergail Óicc Ó hUiccinn (morreu em 1490)
- Paidin Ó Maol Chonaire, (morreu em 1506)
- Seán Ó mac Torna Maol Chonaire (morreu em meados do Século XVI).